# کشتی مین‌جمع‌کن کلاس تن
کشتی مین‌جمع‌کن کلاس تن (به انگلیسی: Ton-class minesweeper) یک کلاس از کشتی است که طول آن ۱۵۲ فوت (۴۶ متر) می‌باشد.